# Robert Haimer
Robert Haimer (Los Ángeles, 2 de marzo de 1954-Los Ángeles, 4 de marzo de 2023) fue un músico, cantante y compositor estadounidense.

## Carrera
Haimer actuó en la banda de dos hombres Barnes & Barnes como su personaje en el escenario Artie Barnes, junto al actor y músico Bill Mumy. Barnes & Barnes son mejor conocidos por su novedosa canción de 1978 " Fish Heads".
Haimer también colaboró con la banda América. Apareció en View from the Ground (1982), Your Move (1983), Perspective (1984), Encore: More Greatest Hits (1991) y Hourglass (1994).
Haimer murió el 4 de marzo de 2023.